# 和術慧舟會HEARTS
和術慧舟會HEARTS（わじゅつけいしゅうかいハーツ）は、日本の総合格闘技ジム。代表は大沢ケンジ。

## 概要
総合格闘技ジムの「和術慧舟會HEARTS」が新宿、格闘技とフィットネスジムの「HEARTS KIX」が新宿と駒沢にある。

## 主な所属選手
- 江藤公洋
- 猿田洋祐
- 涌井忍
- 魚井フルスイング
- 中田大貴
- 木下タケアキ
- 風間敏臣
- 高橋雄己
- 新井丈
- 吉村海飛
- 吉村天弥
- 亀田一鶴

## 元所属選手
- 高野優樹
- 上迫博仁
- 内村洋次郎